# Théâtre royal du Parc
 (décembre 2021).
La mise en forme du texte ne suit pas les recommandations de Wikipédia : il faut le « wikifier ».
Les points d'amélioration suivants sont les cas les plus fréquents. Le détail des points à revoir est peut-être précisé sur la page de discussion.
- Les titres sont pré-formatés par le logiciel. Ils ne sont ni en capitales, ni en gras.
- Le texte ne doit pas être écrit en capitales (les noms de famille non plus), ni en gras, ni en italique, ni en « petit »…
- Le gras n'est utilisé que pour surligner le titre de l'article dans l'introduction, une seule fois.
- L'italique est rarement utilisé : mots en langue étrangère, titres d'œuvres, noms de bateaux, etc.
- Les citations ne sont pas en italique mais en corps de texte normal. Elles sont entourées par des guillemets français : « et ».
- Les listes à puces sont à éviter, des paragraphes rédigés étant largement préférés. Les tableaux sont à réserver à la présentation de données structurées (résultats, etc.).
- Les appels de note de bas de page (petits chiffres en exposant, introduits par l'outil «  Source ») sont à placer entre la fin de phrase et le point final[comme ça].
- Les liens internes (vers d'autres articles de Wikipédia) sont à choisir avec parcimonie. Créez des liens vers des articles approfondissant le sujet. Les termes génériques sans rapport avec le sujet sont à éviter, ainsi que les répétitions de liens vers un même terme.
- Les liens externes sont à placer uniquement dans une section « Liens externes », à la fin de l'article. Ces liens sont à choisir avec parcimonie suivant les règles définies. Si un lien sert de source à l'article, son insertion dans le texte est à faire par les notes de bas de page.
- La présentation des références doit suivre les conventions bibliographiques. Il est recommandé d'utiliser les modèles {{Ouvrage}}, {{Chapitre}}, {{Article}}, {{Lien web}} et/ou {{Bibliographie}}. Le mode d'édition visuel peut mettre en forme automatiquement les références.
- Insérer une infobox (cadre d'informations à droite) n'est pas obligatoire pour parachever la mise en page.

Pour une aide détaillée, merci de consulter Aide:Wikification.
Si vous pensez que ces points ont été résolus, vous pouvez retirer ce bandeau et améliorer la mise en forme d'un autre article.
Pour les articles homonymes, voir Parc (homonymie).
Résidence
Le théâtre royal du Parc est un théâtre de Bruxelles situé en bordure du parc de Bruxelles, face au Parlement fédéral. Il peut accueillir jusqu'à 540 places.
Construit en 1782 d'après les plans de l'architecte Louis Montoyer, le théâtre du Parc sert d'abord d'annexe au théâtre de la Monnaie : les frères Bultos, gestionnaires de l'époque, exploitent les deux théâtres en même temps, le Parc étant dévolu aux spectacles présentés par de jeunes comédiens. C'est en quelque sorte l'école d'art dramatique du théâtre de la Monnaie. Fermé en 1807 par le décret de Napoléon Ier, il rouvre en 1814 et est occupé par une troupe britannique pendant un an, puis par une troupe hollandaise pendant quelques mois.
Dès 1819, la ville de Bruxelles, propriétaire des deux « théâtres royaux », accorde une concession conjointe aux directeurs successifs. La troupe et le répertoire sont tantôt identiques, tantôt distincts, le Théâtre du Parc se spécialisant davantage dans le vaudeville et le théâtre de boulevard.
De 1850 à 1854, le Parc accueille des représentations en néerlandais, puis il se spécialise dans l'opérette et l'opéra-comique, et enfin, à partir de 1869, dans les pièces de comédie.
Pendant la Première Guerre mondiale, la Monnaie et le Parc sont réquisitionnés et le Parc devient le lieu de divertissement de la garnison allemande.
Redevenu théâtre francophone en 1919, il propose essentiellement des pièces de répertoire interprétées par des comédiens belges.
De 1947 à 1969, sous la direction d'Oscar Lejeune, le théâtre accueille, chaque année, un spectacle de la Comédie-Française. C'est sous la direction d'Oscar Lejeune que le théâtre fait l'objet d'une importante modernisation de son installation scénique et des locaux destinés aux comédiens.
Thierry Debroux en est le directeur depuis 2010.

## Les débuts
En 1782, peu après la mort de Charles de Lorraine et de Marie-Thérèse d'Autriche (la Belgique était alors sous la domination autrichienne), les frères Bultos firent construire au Parc de Bruxelles un Vaux-Hall à l'instar de ce qui se faisait alors avec succès à Paris et à Londres.
Les locaux comprenaient une salle réservée à des spectacles variés, un café et des salons où se donnaient des bals. Le public prit rapidement le chemin de ce carrefour consacré aux divertissements. Il devint bientôt de bon ton de s'y rencontrer.
Encouragés par ce succès, les frères Bultos doublèrent leur établissement d'un théâtre "pour y faire représenter à leurs frais et profits, par des enfants de l'âge de sept à quatorze ans, des pièces adaptées à des petits spectacles". Ceux-ci consistaient en comédies, opéras, proverbes et pantomimes adaptés aux possibilités scéniques des interprètes qui groupaient une douzaine de jeunes acteurs et actrices, un corps de ballet et des figurants. Quoique désigné par les journaux et le grand public sous le nom de Petit Théâtre, la salle devint dans le langage le Théâtre du Parc.
La façade actuelle évoque dans ses grandes lignes celle qui fut conçue à l'époque par l'architecte Montoyer, dont les plans avaient réservé dans l'édifice une place à six boutiques de marchands de soieries, estampes, parfumeries, bijouteries, quincailleries, mode et livres.
L'activité du nouveau théâtre ne tarda pas à provoquer les protestations de l'archevêque qui réprouvait la présence permanente de nombreux enfants sur la scène et dans les dépendances. Le monde théâtral, au contraire, avait applaudi à l'initiative des frères Bultos qui assuraient l'art dramatique dans la capitale d'une pépinière de futurs artistes. Pendant des années, les deux opinions s'affrontèrent. Finalement, pour trancher le différend, un décret enjoignit à l'amman (fonctionnaire de l'époque) de Bruxelles de ne tolérer les jeux d'enfants qu'après les avoir interrogés, ainsi que leurs parents, et s'être assurés que c'était avec l'autorisation de ces derniers qu'ils apparaissaient en scène.

## AuXIXesiècle
D'autres chapitres non moins pittoresques constituent l'histoire du Théâtre royal du Parc où l'on vit un manège qui, avec le concours d'artistes suédois, donnait des spectacles de haute voltige. Des équilibristes, des forains, des comédiens anglais – au temps de Waterloo – leur succédèrent et imposèrent petit à petit la nouvelle scène au public de la capitale qui était cependant encore loin d'accorder à ses divertissements le temps et l'argent qu'on leur consacre aujourd'hui.
Fermé pendant la tourmente révolutionnaire de 1830 (contre les Hollandais cette fois), le Théâtre royal du Parc ne rouvrait ses portes qu'en 1831, sous le règne du premier roi des Belges : Léopold Ier. La Belgique venait de conquérir son indépendance.
Mais cette période ne laisse pas le souvenir de gestions heureuses dans leurs efforts pour imposer à Bruxelles une vie dramatique intense ou bien inspirées pour retirer de substantiels bénéfices de leurs activités. Régulièrement, les exploitations se trouvaient acculées à modifier leurs conceptions théâtrales pour remplir la salle et amortir les frais. On ne jouait que trois fois par semaine et souvent devant des banquettes vides. Cette situation engageait les exploitants à inscrire au programme d'une saison des attractions les plus inattendues. Les uns faisaient appel à des prestidigitateurs, les autres s'attachaient le concours de Robert Houdin qui organisait des soirées fantastiques au cours desquelles il multipliait les tours d'adresse.
On vit encore des compères qui se livraient à des expériences occultes, d'authentiques Arabes du Sahara et des évocations des États-Unis qui avaient pour décor une gigantesque toile de 4 000 mètres de longueur représentant des vues mouvantes et suggestives des rives lointaines et encore mystérieuses du Mississippi.
Dès 1869, la comédie s'empara du Théâtre royal du Parc qui conquit alors une place en vue et les artistes les plus célèbres tinrent à y venir jouer pour rehausser leur carrière des succès recueillis à Bruxelles.

## XIXe-XXesiècle
Tour à tour, les directions qui se succédèrent eurent le souci de placer la salle au rang des meilleures. Un répertoire fut établi. Une troupe formée. Des tournées étrangères apportèrent l'appui apprécié de leur réputation. Tous les aspects de la vie théâtrale à Paris et à l'étranger eurent bientôt des répliques sur la scène qui chaque jour gagnait en autorité.
Le succès jusqu'à nos jours ne se démentit plus. Monsieur Offenbach, lui-même, honorait le Théâtre royal du Parc de ses fréquentes visites et dirigeait pour nous la Troupe des Bouffes Parisiens. La tendre barcarolle des Contes d'Hoffman alanguit bien des cœurs tandis que les refrains de La vie parisienne voletait sur les plus jolies lèvres.
En 1879, le Théâtre royal du Parc prend un genre définitif. Celui-ci, renonçant à l'opérette et l'opéra comique, devient la salle la plus littéraire, la plus éclectique et la plus suivie de Bruxelles.
En ce temps, les directeurs, à force de changer les décors, avaient la manie de renouveler aussi leur salle. En 1874, nouveau bouleversement : on remplace une fois de plus les velours, les papiers, les tapis et c'est dans un cadre plus élégant que jamais que Coquelin, Réjane, Sarah Bernhardt nous gratifient de leurs immortelles compositions.
Le Théâtre Libre d'Antoine y poussait assez souvent une pointe d'avant-garde et l'on discutait aussi passionnément qu'à Paris de ses méthodes modernes. Maeterlinck avec L'intime, François Coppée avec Le pater, des poètes belges, firent chez nous leurs débuts d'auteurs. Nos bourgeois aussi équilibrés et raisonnables apprécièrent aussi l'institution de Matinées Classiques dont le succès ne se ralentit jamais.
En 1896, le Parc fut relié au téléphone !
Réjane et Sarah Bernhardt rivalisaient d'élégance et de talent, toutes deux incarnèrent Marguerite Gautier avec une grande émotion. On applaudit aussi le Théâtre de l'Œuvre aux destinées duquel présidait Lugné Poé. Il nous fit apprécier Père de Strindberg, Pelléas et Mélisande de Maeterlinck.
Décidément, La dame aux camélias impressionnait les reines du théâtre. C'est bientôt la Duse qui nous apporte une interprétation saisissante.
On crée bientôt des Lundis Littéraires. Réjane, décidément une habituée, ouvre la saison de 1898 avec Zaza. Coquelin, de Max, Gabrielle Dorziat, Jeanne Granier faisaient les beaux soirs de Bruxelles. Mais il fallut attendre la direction de Victor Reding en 1899, pour que le Parc soit mis au niveau des plus grandes scènes. Il possédait une excellente troupe. Il donna aussi asile à des comédiens italiens, anglais, allemands qui chantèrent les vers de leurs classiques dans leur propre langue.
'L'Eau trouble' (de Edmond Guiraud, un habitué du Théâtre Antoine, en collaboration avec Jean Hinx (Mme de Gardilane), voit les débuts au théâtre de la célèbre chanteuse Yvette Guilbert un importante promotion a pu faire dire tout bas que "Madame Arthur" se trouvait bien plus à l'aise dans ses chansons et qu'elle avait eu tort d'aborder le théâtre.
On fit également une rétrospective d'anciens auteurs français, où revécurent pour un soir Tancrède de Voltaire, Saint Genest de Rotrou et Le fils naturel ou Les épreuves de la vertu de Diderot.
La Comédie Française venait souvent et cette tradition s'est perpétuée jusqu'à la saison 1962-1963.

## De la Grande Guerre à aujourd'hui
Pendant la guerre de 1914-1918, le Théâtre royal du Parc est réquisitionné par les Allemands et ne donna que des représentations allemandes sous le patronage de la Bildungs-Zentrale. Victor Reding rouvrit son théâtre le 25 février 1919 et s'attela en juin de la même année à une réfection bien nécessaire. Il gardera le fauteuil directorial jusqu'en 1925. C'est lui qui parmi les quarante-deux directeurs successifs du Théâtre du Parc remporte la palme de la longévité avec 26 ans de direction. Son fils, René Reding, lui succède et travaille dans la tradition de son père. Toutefois, inlassablement et jusqu'en 1945, il apporte de nouvelles initiatives et reçoit au Théâtre du Parc les plus grands artistes parisiens : Cécile Sorel, Elvire Popesco, Maurice Escande, pour ne citer que ceux-là.
En 1946, la direction du Théâtre royal du Parc est alors confiée à un groupe de six hommes de théâtre. Ce système s'avère caduc au bout d'un an. Restent deux directeurs. Mais l'un, André Gobert, meurt en 1949. Oscar Lejeune restera jusqu'en 1964. Ensuite, il y eut Roger Reding de 1964 à 1970. De 1970 à 1976, Jean Nergal et Feuillen Simon reprennent la direction après une courte période intérimaire assurée par Mrs Clemens et Berry. En 1976, le Théâtre royal du Parc devient "Établissement d'Utilité Publique", sous la seule direction de Jean Nergal. Il restera directeur jusqu'à son décès, le 3 janvier 1987. C'est Yves Larec qui est nommé directeur pour lui succéder ; il entre en fonction le 1er février 1987. Sous sa direction, le "Parc" se singularise par un programme où alternent les classiques et les créations contemporaines, dans des mises en scène à grand spectacle et en privilégiant les comédies. Après 24 ans à la tête du Parc, c'est Thierry Debroux qui succède à Yves Larec en juillet 2011.

## Quelques hôtes historiques
- Jacques Offenbach
- Coquelin
- Réjane
- Sarah Bernhardt
- Théâtre Antoine
- Maurice Maeterlinck
- François Coppée
- Eleonora Duse
- Yvette Guilbert
- Cécile Sorel
- Elvire Popesco
- Maurice Escande
- Jean-Eugène Robert-Houdin

## Les directeurs
- 1782-1787 : Herman et Alexandre Bultos
- 1787-1793 : Herman Bultos et Jean-Pierre-Paul Adam
- 1793-1794 : Herman Bultos
- 1798-1799 : Louis-François Ribié
- 1814-1815 : John Jonas et Sampson Penley (troupe anglaise)[1]
- 1815-1815 : Obelt, Kup et De Koning (troupe néerlandaise)
- 1816-1816 : Wilson
- 1819-1823 : Bernard
- 1823-1830 : Joseph Langle
- 1831-1831 : Charles Laffillé
- 1831-1835 : Claude-Charles Cartigny
- 1835-1836 : Bernard-Léon
- 1840-1841 : Hanssens, Jansenne, Guillemin et Van Caneghem
- 1842-1843 : Hanssens, Philippon, Guillemin et Van Caneghem
- 1843-1845 : Hanssens, Philippon et Van Caneghem
- 1845-1846 : Hanssens et Van Caneghem
- 1846-1847 : Hanssens, Van Caneghem et Valmore
- 1847-1847 : Auguste Nourrit
- 1848-1848 : Édouard Duprez
- 1848-1849 : Eugène Massol
- 1849-1850 : Quélus
- 1850-1851 : A. de Balathier
- 1851-1852 : Hanssens jeune
- 1852-1854 : Letellier
- 1854-1859 : troupe flamande
- 1859-1867 : Delvil
- 1867-1869 : Letellier
- 1869-1871 : Michaud
- 1871-1879 : Mme Michaud
- 1879-1892 : Candeilh
- 1892-1898 : Alhaiza Paul
- 1898-1899 : Garraud et Maubel
- 1899-1914 : Victor Reding
- 1914-1918 : occupation allemande
- 1918-1925 : Victor Reding
- 1925-1946 : René Reding
- 1947-1964 : Oscar Lejeune
- 1964-1970 : Roger Reding
- 1970-1987 : Jean Nergal
- 1987-2010 : Yves Larec
- 2010- : Thierry Debroux

## Accessibilité
| ___ | Ce site est desservi par la station de métro : Parc. |